# 9850 Ralphcopeland
9850 Ralphcopeland è un asteroide della fascia principale. Scoperto nel 1990, presenta un'orbita caratterizzata da un semiasse maggiore pari a 2,3699329 au e da un'eccentricità di 0,1337115, inclinata di 6,12466° rispetto all'eclittica.